# Wolfgangskirche (Tullau)

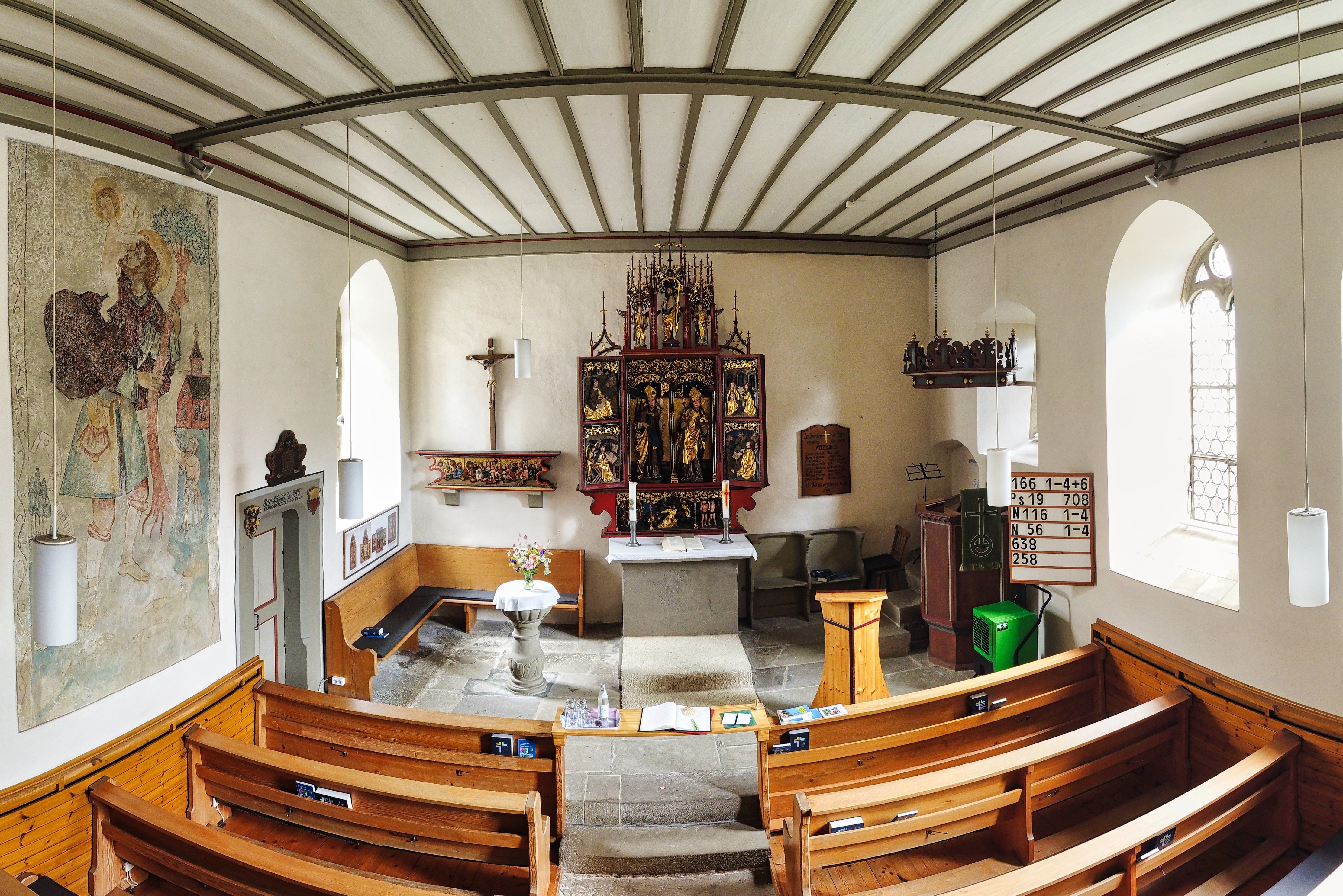
Innenraum der Wolfgangskirche, Panoramabild von der Empore der Kirche.

Die Wolfgangskirche ist eine kleine spätgotische Kirche im Weiler Tullau der Gemeinde Rosengarten im baden-württembergischen Landkreis Schwäbisch Hall.

## Geschichte
Mit Hilfe einer Stiftung der Anna von Bachenstein wurde die Kirche im Jahre 1437 als Kapelle „Unserer lieben Frau“ erbaut. An der Westpforte befindet sich die Jahreszahl 1476. 1701 ist der hl. Wolfgang als Kirchenpatron bezeugt.
Tullau gehörte bis 1683 zur Pfarrei Westheim. Die Toten wurden in Westheim bestattet, bis Tullau im Jahre 1835 einen eigenen Friedhof erhielt. Anschließend gehörte Tullau zu den Pfarreien St. Michael und zeitweise zu St. Katharina in Hall. Seit 1958 ist das Pfarramt Steinbach für die Tullauer Kirchengemeinde zuständig. 1978 wurde die Wolfgangskirche evangelische Pfarrkirche.

## Architektur
Die kleine Saalkirche besitzt ein steiles Satteldach mit einem Giebelreiter aus Fachwerk als Glockenstube auf der Portalseite zur Straße.

## Ausstattung

### Hochaltar (1510)

Hochaltar der Wolfgangskirche im geöffneten Zustand

Der um 1510 entstandene spätgotische Hochaltar ist die Schnitzarbeit eines unbekannten Meisters. Bei geöffneten Flügeltüren zeigt der Altar im Mittelteil die gefassten Schnitzfiguren des hl. Wolfgang und des hl. Nikolaus. Die Seitenflügel, jeweils in zwei Register unterteilt, stellen in reliefartiger Plastik die vier Evangelisten mit ihren Attributen dar. Eine Besonderheit ist bezüglich des Evangelisten Lukas zu vermerken, dieser wird ohne den üblichen Stier dargestellt. Der Evangelist wird hier beim Malen der Madonna wiedergegeben.
Die Außenseiten sind mit Bildern des hl. Wolfgang und des hl. Nikolaus bemalt. Auf den feststehenden Rücklagen befinden sich die Bilder der Heiligen Ulrich und Erasmus. Die Predella zeigt die Kreuztragung Christi, das Gesprenge Christus als Schmerzensmann zwischen zwei heiligen Diakonen, die von Baldachinen überdacht werden.

### Marienaltar (1520)
Ein Marienaltar aus der Kapelle von 1520 wurde 1884 (Altaraufsatz) bzw. 1903 (Altarschrein) von der Pfarrgemeinde an das Württembergische Landesmuseum in Stuttgart verkauft. Er zeigt im Schrein geschnitzte und gefasste Figuren von Maria mit dem Kind sowie zwei weiblichen Heiligen. Alle drei sind gekrönt. Das Kind trägt in der Hand einen Saugbeutel. Eine Heilige wird als Märtyrerin mit abgeschlagenem Arm gezeigt. Der Wappenschild oben rechts im Schrein ist geteilt aus Rot und Silber. Im Altaraufsatz ist die Verkündigung Mariae dargestellt. Auf den Flügelinnenseiten ist gemalt: Mariä Heimsuchung (Besuch der schwangeren Maria bei der schwangeren Elisabeth), Geburt Christi, Beschneidung Christi, Anbetung der Könige. Die Außenseiten der Seitenflügel zeigen Christus als Schmerzensmann und Maria als schmerzreiche Mutter.
Möglicherweise gehört eine noch heute in der Kirche befindliche Predella (inschriftlich datiert 1520) mit der Darstellung Marias mit Kind und den vierzehn Nothelfern zu diesem Altar.

Außenseite des linken Seitenflügels: Christus als Schmerzensmann
Marienaltar, heute im Landesmuseum Württemberg, Stuttgart
Predella eines Altars

### Weitere ehemalige Ausstattungsstücke
Ein kleiner Altarschrein (um 1480) mit den Hll. Wolfgang und Nikolaus wurde ebenfalls 1903 an das Württembergische Landesmuseum verkauft, ferner die Figur eines Heiligen (um 1500).

### Fresko
Ein Christophorusfresko befindet sich im Chor der Kirche.